# Graetmolen
De Graetmolen (ook: Graethmolen of Graatmolen) is een voormalige watermolen op de Herk nabij het natuurgebied Grote Beemd, ten noorden van Wellen en nabij het gehucht Russelt. Het complex bevindt zich aan de Herenstraat 20.
Het was een onderslagmolen die fungeerde als korenmolen.

## Geschiedenis
Reeds in het jaar 1236 werd melding gemaakt van een molen op deze plaats. Uiteindelijk kwam deze molen aan de Abdij van Averbode. De molen werd diverse malen herbouwd. In de Franse tijd werd deze molen aan een particuliere molenaar verkocht.
In 1876 en 1880 werden stoommachines geplaatst, maar in 1890 verdwenen deze al. Het waterkrachtbedrijf fungeerde tot in de jaren 60 van de 20e eeuw. Daarna werd het rad en het binnenwerk, met gietijzeren overbrengingen, ontmanteld. Ook het sluiswerk werd afgebroken.
Er kwam een café-restaurant in de gebouwen, dat enkele jaren nadien weer gesloten werd. Er kwam een nieuwe eigenaar, die de gebouwen van 2006-2008 heeft gerestaureerd.
- Inventaris van het Bouwkundig Erfgoed (Vlaanderen): 32504